# .no
.no是挪威的互联网国家代码顶级域名，其域名注册局Norid总部位于特隆赫姆，归国有企业Uninett所有，在挪威通信管理局的监管下运营。截至2013年5月10日，有登记在册的.no域名583962个。只有挪威当地的在布伦尼注册中心注册的组织，才能注册.no域名。截止2014年6月17日，居住在挪威的个人可以在二级域名priv.no注册。对于某些类型的组织，例如政府和学校，.no还有其他的二级域名。严格的监管导致几乎没有域名抢注和仓储。
.no的管理权于1983年授予帕尔·斯皮林，但四年后被Uninett接管。第1000个.no域名于1995年注册。Norid是Uninett内部几次重组的结果，2003年成为一家独立的有限公司。挪威还获得了另外两个国家代码顶级域名：.sj代表斯瓦尔巴特群岛和扬马延，.bv代表布韦岛。这两个域名都不接受注册。域名必须由2到63个字符组成。允许的字符包括小写英文字母、10个阿拉伯数字，挪威语字母和萨米语字母。其中，挪威语和萨米语字母从2004年开始允许使用。全数字域名在2007年引入。

## 历史
1983年，挪威电信的研究机构将.no域名的管理权交给了帕尔·斯皮林。实际的登记工作由延斯·托马森（Jens Thomassen）负责。最先注册的域名有两个，一个是tor.nta.no，代表挪威通信管理局（旧名）和ifi.uio.no，代表奥斯陆大学信息学系（the Department of Informatics at the University of Oslo）。
最初，域名登记工作很轻松，但几年后，由于这一工作是其工作人员的副业，工作量变得难以控制。另一方面，政策制定者希望该域名由非商业性组织管理。因此于1987年3月17日，Uninett成为.no域名的注册局。该公司是挪威公立大学、学院和研究机构的信息和通信技术供应商。最古老的归档区域文件可以追溯到1989年，包含了19个域名。1991年和1992年，挪威所有的公立大学和学院都接入了互联网，并发布了自己的域名，引起注册热潮。第1000个域名于1995年注册。
当时Uninett作为挪威的独立研究机构SINTEF的一个部门来管理，但1993年，它成为挪威教育研究部所有的一家有限公司。1996年，Norid作为Uninett的一个部门宣告成立，负责管理.no域名。1997年8月21日，Norid亦开始负责新建立的.sj和.bv域名的管理。Uninett FAS作为Uninett的一个子公司于1998年成立，负责管理Uninett建立的，包括高校网络系统的运营在内的技术网络和服务基础设施。同时，Norid被转移到Uninett FAS旗下。同年成立了两个组织：解决域名争端的“域名解决机构”（the Domain Resolution Body）和政策咨询委员会Norpol。1999年，Norid成为一家域名注册商。2003年，为了确保在一个独立的组织内管理域名，Uninett Norid成为Uninett的一家独立子公司。
2001年之前，每个组织只能注册一个域名，并且必须证明其名称必须与公司名称直接相关，或是其持有的商标；Norid还会对提供的信息加以验证。这一政策于2001年2月19日放宽，每个组织可以注册的域名数量达到15个，且Norid不再对域名名称加以检查。之后，域名数量大幅增加，第10万个域名于同年注册。最初，.no域名只允许使用基本的拉丁字母，但从2004年2月9日起，又允许使用挪威语和萨米语的23个字符，分别是三个挪威语字母æ、ø、å和20个特殊的萨米语字母。每个组织可以域名数量上限也提高到20个。2007年6月13日起，全数字域名（如12345.no）开放注册。第50万个域名于2011年1月注册。2011年6月起，priv.no这一二级域名开放注册，使得个人可以注册域名。2011年11月30日起，各组织获准注册100个域名。2014年6月17日，Norid开放了.no域名的个人注册。2014年12月9日，Norid启用了对DNSSEC的支持。

## 管理
.no的域名注册局是位于挪威第三大城市特隆赫姆的Norid，它是Uninett拥有的一家有限公司，Uninett又由挪威教育研究部所有。在法律上，该域名的管理权基于两方面，一方面是与互联网号码分配机构达成的协议，另一方面是由位于挪威利勒桑的挪威通信管理局出台的《电信法》规定。域名使用政策由《挪威国家代码顶级域名域名管理条例》（Regulation Concerning Domain Names Under Norwegian Country Code Top-level Domains，简称《域名管理条例》）规定。该条例对挪威暂未开放使用的.sj和.bv两个顶级域名实行监管。
注册通过域名注册商这一第三方机构进行。Norid、域名注册商和域名持有人之间的关系，是通过民事法律协议来规范的。域名注册商代表域名持有人注册域名，域名持有人持有该域名的权利，直至域名到期。每个域名的注册和持有人变更时，Norid向域名注册人收取60挪威克朗（NOK），续费价格则是每年60挪威克朗。域名注册商必须符合技术等相关标准，且必须支付每年5000挪威克朗的费用和最低10000挪威克朗的押金（视其级别而定），且至少需每年管理或注册40个域名。
注册域名时，用户需签署一份协议，声明他们没有侵犯其他各方的权利，用户将对使用该域名的任何后果承担的全部责任。注册过程自动化，不包含任何确保用户有权使用该名称的步骤。有关域名的争议可通过“非诉讼争议解决委员会”（Alternative Dispute Resolution Committee）或法院庭审处理。
关于如何赋予域名接管权的问题，由《商标法》（Trademarks Act）和《市场管理法》（Marketing Control Act）规定。如果注册仅仅是为了将域名出售给商标所有者，商标持有人将无需付费地获得该域名。争议机构还将基于域名本身考虑混淆的风险。比如volvoimport.no这一域名，其所有权问题要由挪威最高法院审理。
最高法院裁定，挪威检察机关可以根据《普通民事刑法》（General Civil Penal Code）的规定没收域名，因为域名在法律上可以视为具有经济价值的资产。因为.no的注册要求之严格，域名抢注和仓储对于.no域名来说并不是问题。Norpol是一个咨询机构，其13名成员负责讨论域名政策，这些成员来自多个政府部门、互联网行业和其他利益相关的实体。

## 政策
只有挪威当地的在布伦尼注册中心注册的组织，才能注册.no域名。具体来说，他们必须在“法律实体中央协调登记处”（Central Coordinating Register for Legal Entities）中登记，必须有一个组织编号，在挪威有一个邮政地址，并且必须能够根据Norid的要求，记录在挪威的真实活动。所有符合资格的用户可直接注册多达100个.no域名和每个二级域名下的五个附加域名。
priv.no这一二级域名可供个人注册。要进行注册的个人必须在挪威国家登记处登记，并已获得挪威国家身份证号码，必须居住在挪威，年龄至少18岁。每人最多只能注册五个域名。域名不会因为其注册人搬到国外而删除，但注册人一旦搬迁到国外居住，就不能注册更多的域名。
域名必须由2到63个字符组成。允许的字符包括小写英文字母、10个阿拉伯数字，三个挪威语字母æ、ø、å和20个特殊的萨米语字母（á·à·ä·č·ç·đ·é·è·ê·ŋ·ń·ñ·ó·ò·ô·ö·š·ŧ·ü·ž）。域名必须以数字或英文字母开头和结尾。另外大量域名无法注册，被注册局保留，它们包括一系列指定的地名、8个特定的互联网术语（ftp、localhost、whois、www、no、nic、Internet和internett）和其他一些域名（比如com.no和as.no），它们未来可能将成为二级域名供开放注册。

## 二级域名
二级域名有三种类型：地理、面向类别的和由Norid以外的其他机构管理的。挪威的郡（如奥斯陆郡（Oslo）的oslo.no，北特伦德拉格郡（Nord-Trøndelag）的nt.no）、人口超过5000人的城市（如奥康厄尔的orkanger.no）和所有的市镇都有保留的地理二级域（参见挪威行政区划）。此外，还为斯瓦尔巴特群岛保留了svalbard.no，为扬马廷保留了jan-mayen.no。只有在注册的域名对应地区活动的人，才能注册对应的地理二级域名。地理二级域名下的www子域名（如www.lillehammer.no）只能由该地区的地方政府持有。
第二类域名要求用户满足特定的特征，例如只有高级中学才可以注册vgs.no下的二级域名。大部分的二级域由Norid管理，但有五个域名是由三个其他政府机构管理：挪威政府安全和服务组织、挪威國防軍和挪威地方和地区当局协会。
| 二级域名       | 注册人限制     | 管理人                 |
| -------------- | -------------- | ---------------------- |
| dep.no         | 挪威政府       | 挪威政府安全和服务组织 |
| fhs.no         | 民众高等学校   | Norid                  |
| folkebibl.no   | 区图书馆       | Norid                  |
| fylkesbibl.no  | 县图书馆       | Norid                  |
| gs.[county].no | 小学和初中     | Norid                  |
| herad.no       | 挪威的区       | 挪威地方和地区当局协会 |
| idrett.no      | 体育组织       | Norid                  |
| kommune.no     | 挪威的区       | 挪威地方和地区当局协会 |
| mil.no         | 挪威國防軍     | 挪威國防軍             |
| museum.no      | 博物馆         | Norid                  |
| uenorge.no     | 青年及学生公司 | Norid                  |
| priv.no        | 个人           | Norid                  |
| stat.no        | 挪威政府       | 挪威政府安全和服务组织 |
| vgs.no         | 高级中学       | Norid                  |